# Edsger Dijkstra
Edsger Wybe Dijkstra (Rotterdam, 11 mei 1930 – Nuenen, 6 augustus 2002) was een Nederlandse wiskundige en informaticus. Zijn werk was van groot belang voor de ontwikkeling van de informatica, met name op het gebied van gestructureerd programmeren. In 1972 werd hij onderscheiden met de A.M. Turing Award en in 2002 met de daarna naar hem vernoemde Dijkstraprijs.

## Biografie
Dijkstra studeerde na het Gymnasium Erasmianum aan de Leidse universiteit, waar hij in 1951 zijn kandidaats haalde in wiskunde en natuurkunde, en in 1956 afstudeerde in de theoretische natuurkunde.
Van 1952 tot 1962 werkte Dijkstra bij het mathematisch centrum (thans Centrum Wiskunde & Informatica) te Amsterdam als wetenschappelijk programmeur, waar hij was aangenomen om de ARRA I te programmeren. Later ontwikkelde hij ook de programmatuur voor de ARMAC. In zijn tijd bij het CWI werkte hij onder meer aan een compiler voor de programmeertaal Algol-60. Tijdens dit project ontstond zijn baard: Dijkstra en zijn medeprogrammeur Jaap Zonneveld hadden afgesproken zich niet te scheren tot het werk klaar was. Hij schreef zijn proefschrift in 1958. Een jaar later ontwikkelde hij het naar hem vernoemde kortstepad-algoritme, de routeplanner van nagenoeg alle navigatiesystemen.
Vanwege de diepe indruk die hij als wetenschappelijk programmeur maakte, werd Dijkstra in 1962 benoemd tot hoogleraar aan de technische hogeschool Eindhoven, waar hij tot 1984 bleef werken. In deze tijd ging zijn aandacht uit naar de kunst en wetenschap van de ontwikkeling van het computerprogramma op mathematische grondslag (wat trouwens ook de titel was van een van de vakken die hij doceerde). In 1972 ontving hij de Turing Award voor zijn bijdragen aan de informatica in de jaren vijftig. Vanaf 1982 was hij ook een fellow van de Burroughs Corporation.
In 1984 verruilde Dijkstra Eindhoven voor de universiteit van Texas te Austin in de VS. Daar zette hij zijn werk voort, vaak nog in samenwerking met zijn oud-collega's en studenten uit Nederland. Dijkstra bleef daar werken tot zijn emeritaat in 1999. Zowel gedurende zijn werk in de VS als na zijn emeritaat maakte Dijkstra samen met zijn vrouw lange reizen door de staats- en nationale parken van dat land. Hiervoor gebruikten zij hun Volkswagenbusje, dat zij grappend de "touring machine" (woordspeling op Turing machine) noemden.
Dijkstra stierf op 72-jarige leeftijd in Nuenen aan darmkanker.

## Bijdragen aan de informatica
Dijkstra heeft in zijn carrière een bijzonder grote bijdrage geleverd aan de informatica, zowel in aantal als reikwijdte. Zijn wetenschappelijk oeuvre bedraagt ruim 1.300 publicaties. Daaronder vallen ook zijn beroemde EWD's (naar zijn initialen). Dit waren documenten die hij voor zichzelf schreef, maar vrij beschikbaar stelde. Fotokopieën ervan vonden hun weg over de wereld en tegenwoordig zijn vele van deze handgeschreven teksten gescand. Van veel EWD's zijn transcripties beschikbaar in het E.W.Dijkstra archive van de universiteit van Texas.
Dijkstra behandelt compilerbouw, ontwerp van besturingssystemen, ontwerp van programmeertalen en algoritmiek, maar zijn grootste bijdrage aan het vakgebied betrof ongetwijfeld de wiskundige fundamenten van de informatica. Met name daarvoor vond Dijkstra samen met zijn studenten in 1962 enorme inspiratie in een publicatie over predicatencalculus van Tony Hoare. Met deze axiomatische basis voor de ontwikkeling van computerprogramma's heeft Dijkstra richting gegeven aan de gehele informatica en het vakgebied verheven van een aanmodder-gebeuren tot een echte wetenschap. Dijkstra wordt dan ook beschouwd als een van de echte vaders van de informatica en als een directe opvolger van mensen als Alan Turing.
Dijkstra was een sterke tegenstander van de GOTO-opdracht. Hij was een grondlegger van het gestructureerd programmeren waarbij de GOTO opdracht vervangen wordt door functies, lussen en dergelijke structuren. Desalniettemin bevatte de door Dijkstra geschreven broncode van Pascal-S vele GOTO's. Hij was een belangrijk lid van de groep die de programmeertaal Algol-60 ontwikkelde, en schreef voor die taal de eerste praktische compiler. Hij heeft nog vele andere bijdragen aan de ontwikkeling van programmeertalen en besturingssystemen geleverd.

## Aforismen
Naast zijn wetenschappelijke werk was Dijkstra beroemd om zijn gevleugelde (en soms bitse) commentaren op de praktijk van zijn vakgebied, zoals:
- "APL is a mistake, carried through to perfection. It is the language of the future for the programming techniques of the past: it creates a new generation of coding bums."[8]
- "It is practically impossible to teach good programming to students that have had a prior exposure to BASIC: as potential programmers they are mentally mutilated beyond hope of regeneration."[8]
- "The use of COBOL cripples the mind; its teaching should, therefore, be regarded as a criminal offence."[8]
- "In their capacity as a tool, computers will be but a ripple on the surface of our culture. In their capacity as intellectual challenge, they are without precedent in the cultural history of mankind."[9]
- "Simplicity is prerequisite for reliability."[10]
- "The question of whether machines can think (…) is about as relevant as the question of whether submarines can swim."[11]
- "It is not the task of the University to offer what society asks for, but to give what society needs."[12]
- "Software Engineering: how to program if you cannot."[13]
- "Object oriented programming seems to me an alternative to correct programming."[13]

## Dijkstra als docent
Dijkstra stond bekend als een charismatisch leraar. Zijn geschriften zijn zeer leesbaar. De voorbeelden die hij gebruikt zijn vaak heel aansprekend en illustratief.

## Privé
Dijkstra was gehuwd, had drie kinderen en twee kleinkinderen.